# ЦАР на Универсиадах
Центральноафриканская Республика принимает участие в Универсиадах начиная с летней Универсиады 1973 года в Москве. На зимних Универсиадах спортивная делегация Центральноафриканской Республики не участвовала ни разу.
На настоящее время (после летней Универсиады 2021 и зимней Универсиады 2023) спортсмены Центральноафриканской Республики на всех Универсиадах медалей не завоевали.